# Squamipalpis melanostalus
Squamipalpis melanostalus là một loài bướm đêm trong họ Noctuidae.